# Crossopetalum macrocarpum
Crossopetalum macrocarpum är en benvedsväxtart som först beskrevs av T. S. Brandeg., och fick sitt nu gällande namn av Lundell. Crossopetalum macrocarpum ingår i släktet Crossopetalum och familjen Celastraceae. Inga underarter finns listade.